# Obwód Silistra
Obwód Silistra (bułg. Област Силистра) – jedna z 28 jednostek administracyjnych Bułgarii, położona w północno-wschodniej części kraju. Graniczy z Rumunią oraz z obwodami: Ruse, Razgrad, Szumen i Dobricz.

## Skład etniczny
W obwodzie żyje 142 000	ludzi, z tego 84 178 Bułgarów (59,28%), 48 761 Turków (34,34%), 6 478 Romów (4,56%), oraz 2 583 osób innej narodowości (1,82%). (http://www.nsi.bg/Census_e/Census_e.htm)